# André Cordeil
André Cordeil (Parijs, 10 mei 1894 – Grasse, 1975) was een productief Frans kunstschilder.
Gedurende de Eerste Wereldoorlog liep Cordeil longschade opgelopen door gas. Deze longschade heeft gedurende zijn verdere leven een grote rol gespeeld. Cordeil kon per dag nog slechts drie uren werken. Rond 1980 is door Robert Vrinat een boekje uitgebracht over het werk van Cordeil. Hij stierf op 80-jarige leeftijd in Grasse.

## Lijst van zijn werken
- 1920 - Trois figures expressionnistes
- 1936 - La toile cirée
- 1940 - Le Christ rouge
- 1941 - Les roses et le livre
- 1942 - Christ en croix
- 1943 - Autoportait
- 1943 - Glaïeuls sauvages
- 1943 - Paysage de Thorenc, Haute-Provence
- 1944 - Nature morte au pain
- 1946 - Femme brune et enfant
- 1948 - La soupière brune
- 1950 - Deux homes
- 1951 - Composition avec figures
- 1951 - Deux études pour le Chemin de Croix d'Antibes
- 1955-1963 - Magie noire
- 1956 - L'homme à la cruche
- 1956 - Christ aux outrages
- 1957 - Jeune mère
- 1957 - Fleurs et fruits de Provence
- 1958 - Nature morte en blue
- 1958 - Composition abstraite
- 1958 - Le moulin à café
- 1958 - Composition abstraite en blue et rouge
- 1959 - Femme lisant
- 1959 - Femme à la pomme
- 1960 - Fleurs rouges
- 1962 - Symphonie pour une mosque (Coll. Bocquet)
- 1962 - Le repas au jardin (Coll. Gagneuil)
- 1962 - Elan gothique
- 1964 - Composition aux silhouettes rouges
- 1970 - Nature morte aux pêches
- 1970 - Fleurs (Coll. Gazan-Villar)

Zonder data:
- Etude abstraite
- Nature morte à deux figures
- Sainte Famille (inachevé)
- Le lit de mort
- Le Christ aux malades
- Hommes au microscope
- Architecture de cathédrale
- Visage de Christ (Coll. Dubost)